# Introductie en Tango Ouverture
Aulis Sallinen componeerde Introductie en Tango Ouverture in 1997, oorspronkelijk voor piano en strijkkwartet voor een festival in Kitakyushu in Japan. het kreeg opusnummer 74; vrij snel na de première voegde hij een partij voor contrabas in (piano en strijkkwintet opus 74A; weer later zette hij zijn eigen compositie om in een soort concertino voor piano en strijkorkest; opus 74B. 
De tango is niet alleen populair in "geboorteland" Argentinië, maar op meerdere continenten. In Finland vinden regelmatig danswedstrijden plaats, waarbij het er fanatiek aan toegaat (tegelijkertijd wordt de tango daar ook als muzak gespeeld). De introductie (in 3/4 maat) duurt ongeveer 6 minuten en neigt al naar een tango maar is het niet. Deze 3/4- maat gaat vloeiend over in een 4/4-maat, waarin een trage en droevige ('Finse volksaard') tango wordt gespeeld (in 4/4 maat).    